# Moravia Ochoa López
Moravia Ochoa López (Ciudad de Panamá, Panamá, 1939) es una destacada escritora panameña que cultiva los géneros literarios cuento y poesía, ganadora del premio Ricardo Miró. Realizó estudios en la Facultad de Filosofía, Letras y Educación de la Universidad de Panamá.
Con su libro de cuentos “Yesca” (1961), rompe un largo silencio de más de treinta años en el cual las mujeres no publicaban sus cuentos. El libro, que al salir publicado fue considerado por los especialistas como un escrito audaz, hace uso del recurso del monólogo interior y es hoy referente de la literatura panameña escrita por mujeres.
En 1958 y con solo 17 años recibe por primera vez el Premio Ricardo Miró, el concurso literario más importante de Panamá con su libro de sonetos “Las raíces primordiales” y en 1961 el mismo premio ahora en la sección de Cuento con la obra “Yesca”. También recibió reconocimientos por sus poemas “Compañero presidente”, poema dedicado a Salvador Allende para un concurso literario llevado a cabo en Perú y en un certamen local por “Cuando María venció a los rubios de Oakland”.

## Otras obras

### Poemarios
- Cuerdas sobre tu voz de albas infinitas (1960)
- Donde transan los ríos (1967)
- Círculos y planetas (1975)
- Hacer la guerra es ir con todo (1978)
- Ganas de estar un poco vivos (1975)
- Me ensayo para ser una mujer (1984)
- Contar desnuda (2000); La gracia del arcángel (2005)
- La casa inmaculada (2005)

### Libros de cuento
- El espejo (1966)
- Juan Garzón se va a la guerra (1992)
- En la trampa y otras versiones inéditas
- Las esferas del viaje (2005)[3]